# Aglossosia pallidula
Aglossosia pallidula är en fjärilsart som beskrevs av Sergius G. Kiriakoff 1954. Aglossosia pallidula ingår i släktet Aglossosia och familjen björnspinnare. Inga underarter finns listade i Catalogue of Life.